# فرغ قلعة
فرغ قلعة (بالفارسية: فرگ قلعه) هي مدينة في مقاطعة كاشمر، محافظة خراسان رضوية، في إيران. في تعداد عام 2016، بلغ عدد سكانها 4,519 نسمة و1,411 أسرة. تكوّنت المدينة من اندماج قريتي فرح أباد وفرغ في عام 2022.